# Виолета Шаханова
Виолета Шаханова е българска оперна певица.

## Биография
Виолета Шаханова е родена на 23 февруари 1948 г. в Русе, където завършва Музикалната гимназия. Следва в Националната музикална академия „Проф. Панчо Владигеров“ в София, и специализира при прочутия румънски баритон проф. Октав Енигареску от Букурещката консерватория.
Дебютира с ролите на Каролина („Тайният брак“ на Доменико Чимароза) и Луиза („Годеж в манастира“ от Сергей Прокофиев), с които се утвърждава сред силния състав на Русенската народна опера с повече от 70 роли, по-голямата част от тях изпълнени от нея на премиери.
Гостува многократно на оперните театри в България, на фестивали в София („Софийски седмици“, „Софийско лято“, „Вива ла музика“), Варна („Варненско лято“), Пловдив („Европейски месец на културата“) и Русе („Мартенски музикални дни“, „Есенни дни на културата“, „Зимни вечери“, „Коледен фестивал“), както и в редица страни в Европа – от Русия и Украйна, Румъния и Полша до Франция, Испания и Португалия.
Първа изпълнителка в България на редица камерни и кантатно-ораториални творби: Йохан Себастиан Бах, Хайнрих Шюц, Хендел, Атилио Ариости, Джовани Перголези, Джовани Паизиело, Франц Шуберт, Брукнер, Шарл Гуно, Песните на странстващия калфа от Малер, на Песни на различни народи от Лудвиг ван Бетховен, италианските песни на Михаил Глинка, Вечерните песни на Сметана, Библейските песни на Дворжак, Музикалните вечери на Росини, народни песни от Йоханес Брамс, песенни цикли от Пуленк, Сати, Френските песни на Джордже Енеску, цикъла „Из еврейската народна поезия“ на Дмитрий Шостакович и много други.
През март 2007 г. представя сценично с голям успех за първи път в България монооперата „Човешкият глас“ на Кокто и Пуленк, под режисурата на Теодор Стамболиев, на фестивалите „Мартенски музикални дни“ и на Оперния фестивал в Стара Загора – юни 2007, на Оперния фестивал в Констанца, май 2007 и Есенните дни на културата, 2008. Това е и първото сценично изпълнение на монооперно заглавие в досегашната стогодишна история на българския музикален театър (1907 – 2007).
Участва в първата българска телевизионна (филмова) оперна постановка в България – на операта „Слугинята господарка“ от Перголези. Роля, която изпълнява с голям успех в още четири премиерни сценични реализации в Русе и други градове на страната.
Работила е с известните наши диригенти: Руслан Райчев, Борис Хинчев, Михаил Ангелов, Ромео Райчев, Иван Филев, Георги Нотев и др. и с режисьорите: Михаил Хаджимишев, Петър Щърбанов, Цветана Прохазка, Георги Петров, Константин Димчев, Стефан Трифонов, Маргарита Младенова, Пламен Карталов, Теодор Стамболиев, както и с известни чужди режисьори като Манфред Щраубе, Оскар Фигероа, Джордже Захареску, Семьон Лапиров, Наталия Сац, Иржи Новак и др.
Правила е записи за БНТ, БНР, Радио Букурещ, Радио Прага, Радио Братислава, Балкантон и Виена Модърн Мастърс.

## Репертоар
Водеща изпълнителка на лиричния сопранов репертоар: Мими и Мюзет от „Бохеми“, Маргарита от „Фауст“, Сузана от „Сватбата на Фигаро“, Памина от „Вълшебната флейта“, Дона Елвира от „Дон Жуан“, Марженка от „Продадена невеста“, Зорница от „Луд Гидия“, Адина от „Любовен еликсир“, Деспина в „Така правят всички“, Норина от „Дон Паскуале“, Фрау Флут от „Веселите уиндзорки“, Адела от „Прилепът“, Валентина от „Веселата вдовица“, Силва и Шаси от „Царицата на чардаша“, Мадлен от „Бал в Савой“ от Пал Абрахам, Арсена в „Цигански барон“ и др. С част от ролите си е гостувала в оперните театри на страната.
Виолета Шаханова е първата българска изпълнителка на Лина от „Стифелио“ на Джузепе Верди („Мартенски музикални дни“ 1996), на роли в опери от Тихон Хренников, Сергей Прокофиев, Симеон Пиронков, Франсис Пуленк, Корнел Трайлеску, Томас Слипърс, Глеб Сиделников и др.
Изявява се с успех и като камерна и кантатно-ораториална изпълнителка. Поддържа обширен концертен репертоар – оратории, кантати, песенни цикли – от Хайнрих Шюц и Георг Фридрих Хендел до Густав Малер, Модест Мусоргски, Роберт Шуман, Йоханес Брамс, Франц Шуберт, Габриел Форе, Морис Равел, Антонин Дворжак, Бедржих Сметана, Джордже Енеску, Ерик Сати, Франсис Пуленк, Клод Дебюси, Дмитрий Шостакович, Паскал Бентою и най-нови наши и чужди автори автори.

## Признание и награди
Оценена е високо от водещи музикални критици като Ст. Тинтеров, Р. Бикс, Б. Арнаудова, Ив. Хлебаров, Д. Коев, които я нареждат сред „водещите лирични сопрани в съвременния български оперен театър“ (проф Р. Бикс).
Носител е на наградите „Златната антена“ (1984), „Златната лира“ на Съюза на музикалните дейци в България, (2001), номинирана за „Музикант на годината“ през 1996, Златна значка на Русенската община, 2007.
През 2018 година, по повод на юбилея ѝ, Съюзът на музикалните дейци в България я удостоява с най-високото си отличие – „Кристалното огърлие“,
а списание „Музикални хоризонти“ помества голямо интервю с нея и снимката ѝ на корицата на брой 1 от 2018 година. БНР ѝ посвещава едночасово предаване на 23 февруари 2018 година.
На 24 май 2020 година Виолета Шаханова- Стамболиева е удостоена с наградата „Русе“ за значителен принос и активна дейност в областта на изкуството през изминалата година.